# Araneus fulvellus
Araneus fulvellus là một loài nhện trong họ Araneidae.
Loài này thuộc chi Araneus. Araneus fulvellus được Carl Friedrich Roewer miêu tả năm 1942.